# Beaubrun Ardouin
Beaubrun Ardouin (ur. 1796, zm. 1865) – haitański historyk, polityk i dyplomata.
Urodził się w Petit Trou des Baradères w Departamencie Południowym. Nie odebrał żadnego wykształcenia. Od 1813 był typografem w drukarni rządowej. Pracował przy wydawaniu rządowego dziennika L’Éclaireur haytien ou le parfait patriote (od 1819 L’Avertisseur haytien). Następnie (od 1821) pracował jako zastępca sędziego trybunału kasacyjnego. Od 1831 pełnił funkcję rządowego komisarza przy trybunale cywilnym w Port-au-Prince. W 1832 wszedł w skład Senatu. Po obaleniu prezydenta Jean-Pierre Boyera w 1843 został na krótko aresztowany, po opuszczeniu więzienia wyjechał z kraju. Od 15 do 16 kwietnia 1845 jako członek Rady Sekretarzy Stanu był jednym z pełniących obowiązki prezydenta. W 1848 piastował urząd ministra – rezydenta Republiki w Paryżu. Złożył dymisję po tym, jak został rozstrzelany jego brat, Charles-Nicolas Céligny Ardouin. Odmówił jednocześnie powrotu do kraju. Z emigracji powrócił, gdy usunięty został cesarz Faustyn I. W 1860 ponownie objął kierownictwo haitańskiej placówki w Paryżu. Kierował nią do 1863. Zmarł w Port-au-Prince.

## Wybrane publikacje
- Études sur l’histoire d’Haïti suivies de la vie du général J.-M. Borgella (w dziesięciu tomach; Paryż 1853 – 1860)[5]